# رانسباخ-باومباخ
رانزباخ باومباخ (بالألمانية: Ransbach-Baumbach) هي بلدة ألمانية تقع في ألمانيا في راينلند بالاتينات. يقدر عدد سكانها بـ 7,368 نسمة .